# دنیس بنویت
دنیز بنوا (فرانسوی: Denise Benoît‎; ۱۰ سپتامبر ۱۹۱۹ – ۲۹ مهٔ ۱۹۷۳) خواننده، هنرپیشه، و خواننده اپرا اهل فرانسه بود.
او در تئاترهای چون بیمار خیالی، تارتوف و همچنین فیلم دایره عشق به ایفای نقش پرداخته‌است.